# Döhlen (Beilrode)
Döhlen ist ein Ortsteil von Beilrode im Landkreis Nordsachsen in Sachsen. Der Ort ging aus einem Vorwerk hervor, das bis 1815 zum sächsischen Amt Annaburg gehörte. Nördlich liegt das 157 ha große Naturschutzgebiet Prudel Döhlen.

## Geschichte
Eine frühere Schreibweise des Ortes lautete Dehlen (1550).
Das Vorwerk gehörte 1550 Anthonius Herr, der Abgaben an das damalige Amt Lochau (ab 1573 Annaburg) leistete. Um 1577 gehörte es dem Annaburger Oberforstmeister Valentin Franckenau.
Als die Markgräfin von Brandenburg auf das Schloss Lichtenburg bei Prettin zog, erfolgten die Abgaben nicht mehr nach Annaburg, sondern direkt an das dortige Schloss.
Am 20. Juli 1950 wurde Döhlen nach Rosenfeld eingemeindet.